# Ricomincio... dai miei
Ricomincio... dai miei (How to Live with Your Parents (For the Rest of Your Life)) è una serie televisiva statunitense creata da Claudia Lonow per il network ABC, trasmessa a partire dal 3 aprile 2013.
Il 10 maggio 2013 la serie è stata cancellata.

## Trama
Polly è una madre single con alle spalle un divorzio. A causa della crisi economica si ritrova costretta a tornare a vivere, insieme alla figlia Natalie, a casa dei suoi eccentrici genitori, Elaine e Max.

## Personaggi e interpreti
- Polly, interpretata da Sarah Chalke
- Max, interpretato da Brad Garrett
- Elaine, interpretata da Elizabeth Perkins
- Julian, interpretato da Jon Dore
- Gregg, interpretato da Joe Wengert
- Natalie, interpretata da Rachel Eggleston
- Jenn, interpretata da Stephanie Hunt

## Episodi
| Stagione       | Episodi | Prima TV USA | Prima TV Italia |
| -------------- | ------- | ------------ | --------------- |
| Prima stagione | 13      | 2013         | 2013            |

## Produzione
Il network ABC ordinò ufficialmente la serie durante gli upfront di maggio, per poi trasmetterla in midseason. La produzione della serie iniziò presto, tant'è che la prima stagione è stata completata nel novembre 2012.